# Joséphine Diebitsch Peary
Pour les articles homonymes, voir Peary.
Joséphine Cécilia Diebitsch Peary, née le 22 mai 1863 et morte le 19 décembre 1955, est une exploratrice et auteure américaine connue pour ses expéditions en Arctique.

## Biographie

### Jeunes années
Joséphine naît le 22 mai 1863 à Washington DC, États-Unis. Sa mère Magdalena Augusta Schmid Diebitsch était originaire de Saxe (Allemagne) et son père, Hermann Henry Diebitsch était un officier de l'armée prussienne. Durant la guerre de Sécession américaine, la ferme de la famille Diebitsch est détruite ce qui oblige celle-ci à déménager à Washington DC où Hermann est engagé comme secrétaire à la Smithsonian Institution. Joséphine a un frère prénommé Émile qui sera plus tard le maire de Nutley, New Jersey et une sœur appelée Miss Marie.
Elle fréquente le Spencerian Business College (en) où elle obtient son diplôme et sort major de promotion en 1880. Elle est ensuite engagée comme secrétaire et copiste à la Smithsonian Institution avant de rejoindre le Département de l'Intérieur des États-Unis.

### Mariage et famille
Joséphine rencontre Robert Edwin Peary en 1885 à un cours de danse. Ils se marient, ensuite, le 11 août 1888. Elle accompagne souvent son époux dans ses voyages vers le nord, devenant ainsi la première femme blanche à avoir été aussi loin sur la banquise. Elle participe ainsi à six de ses expéditions en Arctique ce qui lui vaut d'être surnommée « la Première dame de l'arctique », Joséphine continue sur sa lancée et suit son mari dans sa seconde expédition au Groenland de 1891 à 1892. Pendant le voyage, elle rédige My Arctic Journal qui sera publié en 1893. Pendant leur mariage, Robert Peary mène avec succès une expédition au Pôle Nord, en 1909, gagnant ainsi le titre de premier homme blanc à explorer l'Arctique. Lors de cette expédition, Joséphine reste à Eagle Island (Casco Bay, Maine) où Robert avait acheté une maison en 1877.
Le couple eut deux enfants, Marie Ahnighito Peary née en 1893 près du Pôle Nord connue sous le nom de « Snow Baby » et Robert E. Peary qui s'est illustré comme ingénieur dans la construction, et trois petits enfants : Edward Peary Stafford, Robert E. Peary III et Peary Diebitsch Stafford.
Robert Peary meurt le 20 février 1920. En 1932, Joséphine s'installe à Portland, Maine où elle meurt le 19 décembre 1955 à l'âge de 92 ans,.

## Publications

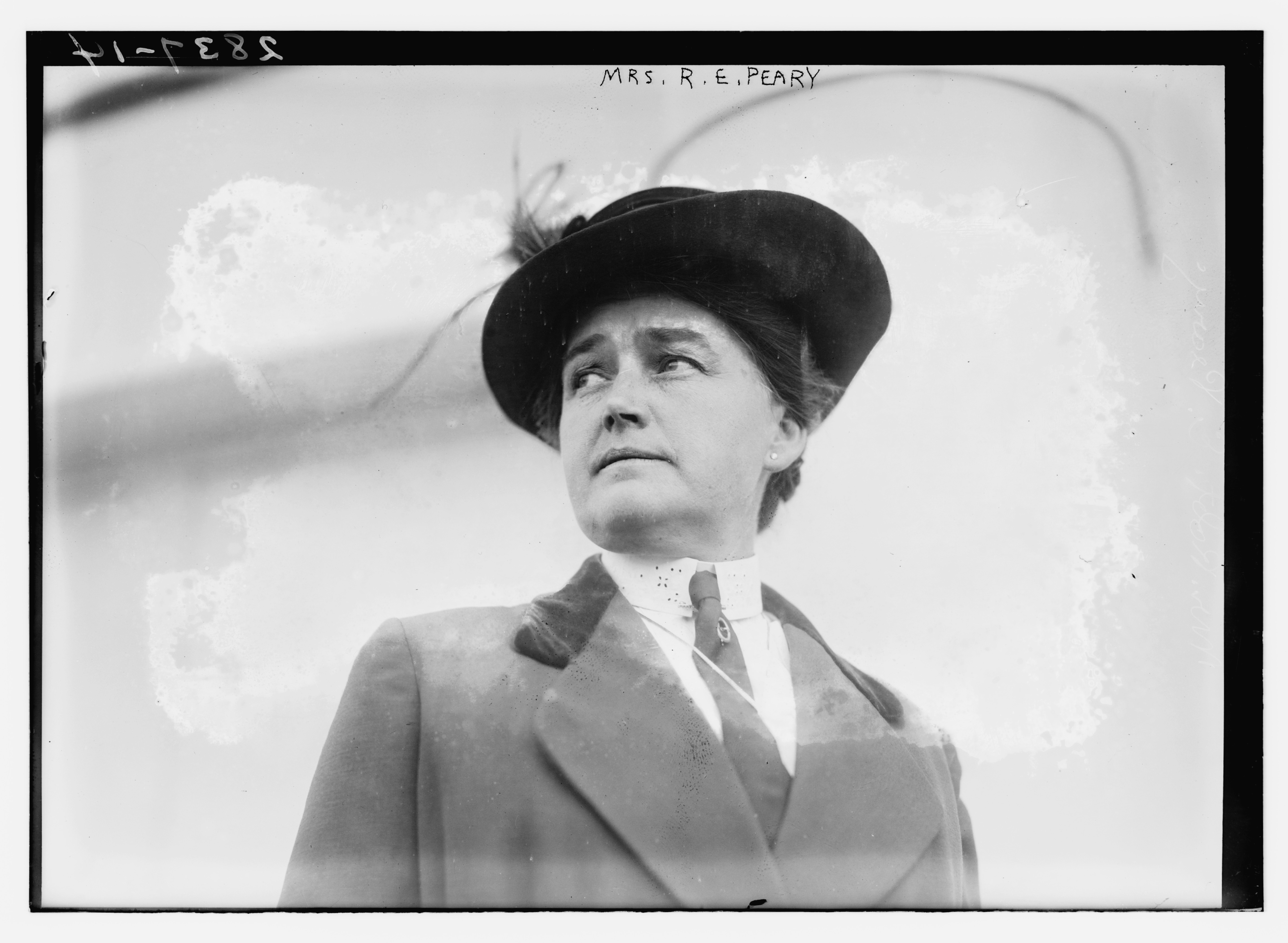
Joséphine Diebitsch Peary vers 1913.

- My Arctic Journal (1893)
- The Snow Baby (1901)
- Children of the North (1903)

## Honneurs et récompenses
- Medal of Achievement, honneur suprême de la National Geographic Society pour ses expéditions en Arctique[3].
- Membre fondateur de la Philadephia Geographic Society ainsi que du Appalachian Mountain Club[5].
- Membre honorifique du Women Geographer's Club[5].